# Großsteingrab Süderholm
Das Großsteingrab Süderholm (auch als Großsteingrab Heide LA 1 bezeichnet) ist eine megalithische Grabanlage der jungsteinzeitlichen Trichterbecherkultur bei Süderholm-Bennewohld, einem Ortsteil von Heide im Kreis Dithmarschen (Schleswig-Holstein). Es trägt die Sprockhoff-Nummer 140.

## Lage
Das Grab befindet sich östlich von Süderholm und südwestlich von Bennewohld in einem Waldstück. Aus der näheren Umgebung sind ansonsten keine weiteren Großsteingräber bekannt.

## Beschreibung
Die Anlage besitzt eine runde Hügelschüttung mit einem Durchmesser von etwa 10 m. Darin befindet sich eine nordost-südwestlich orientierte Grabkammer, bei der es sich wahrscheinlich um einen erweiterten Dolmen handelt. Vorhanden sind nur noch drei Steine. Der nordöstliche Abschlussstein steht in situ, zwei Wandsteine der Langseiten sind umgestürzt. Aufgrund der vorhandenen Grube kann die Länge der Kammer auf etwa 2,7 m und ihre Breite auf etwa 1 m geschätzt werden. In der Kammer wurden Spaltstücke von Granit-Findlingen, Platten des Zwickelmauerwerks sowie verbrannter Feuerstein, wohl vom Bodenpflaster, gefunden.